# Berserk (videogioco)
Berserk Millennium Falcon Arc: Chapter of the Holy Demon War (ベルセルク 千年帝国の鷹篇 聖魔戦記の章?, Beruseruku sennen teikoku no taka hen seima senki no shō, lett. "Berserk Era del Falco del Millennio: il Capitolo della Guerra del Santo Demone") è il secondo videogioco basato sul manga Berserk dopo Sword of the Berserk: Guts' rage sviluppato sempre da Yuke's e con la partecipazione del compositore Susumu Hirasawa.
È stato pubblicato dalla Sammy Corporation in Giappone il 7 ottobre del 2004 in esclusiva per PlayStation 2. Rispetto al predecessore sviluppato su SEGA Dreamcast, l'aspetto grafico è stato migliorato grazie alle più accurate texture e poligoni. Con l'utilizzo del motion capture le animazioni dei personaggi hanno assunto un effetto più realistico.
I protagonisti sono stati doppiati con le voci dei seiyu originali.
Nel gioco compaiono molti dei principali personaggi dell'intero manga, compresa la Squadra dei Falchi; in realtà si tratta di illusioni create da Charles, un ragazzino dall'aspetto di un nobile (personaggio originale, non presente nel manga) che ha il ruolo di antagonista di Guts.

## Trama
La storia del gioco rappresenta alcuni momenti principali tra i volumi 22-27 del manga, Guts è alla ricerca della Terra degli Elfi per cercare di guarire Casca. Nel gioco La storia si svolge in 6 capitoli, e ruota attorno alla Compagnia di Guts. 
Capitolo 1 - Ascesa sulla Gelida Montagna 
Capitolo 2 - Terra Abbandonata 
Capitolo 3 - la Foresta dei Troll 
Capitolo 4 - Città di Enoch  
Capitolo 5 - Percorsi Contorti 
Capitolo 6 - Il Cavaliere del Lupo  

## Modalità di gioco
Lo stile di gioco resta sempre un action hack and slash. Anche Guts nelle mosse e armi è simile al capitolo precedente su Dreamcast, ma stavolta ci sono varie statistiche di livello da incrementare da 1 a 5, e la barra della rabbia si attiva volontariamente premendo [R2]. Quando appare il marchio del sacrificio sulla sfera del sangue/salute di Guts si può eseguire un colpo Fatale al nemico premendo il tasto [Δ].
Al inizio di una nuova partita Puck chiede se si vuole svolgere l'allenamento per imparare i comandi o passare al capitolo 1.
La novità in questa avventura è il gruppo di amici che vengono in supporto di Guts, proseguendo nella storia oltre a Puck si uniranno altri alleati che una volta aggiunti tenendo premuto il tasto [L2] si aprirà il menù delle azioni associate a loro.
- Puck (Fairy Dust): polvere curativa, sin dal inizio del gioco Puck è presente per curare Guts.
- Isidro (Salamandar): Pugnale della salamandra del fuoco, Isidro genera un arco di fuoco contro i nemici.
- Serpico (Sylph's Sword): con lo spirito del vento Serpico immobilizza i nemici.
- Schierke (Providence): Schierke crea un incantesimo che incrementa la resistenza di Guts.

Gli Spriggan sono simili a dei piccoli ma grassi cani/goblin sono pacifici e si trovano in posti meno centrati e poco comuni sulla mappa, essi sono di tre colori:
rosso fa salire di livello un'abilità o statistica, giallo riempie tutte le munizioni di Guts e le magie, verde dona esperienza a Guts.
Dopo aver finito il gioco a qualsiasi livello di difficoltà si sbloccano varie ricompense come:
- la galleria del Mondo Di Berserk: dei media, foto e video vari.
- la modalità Boss Rush: affronta direttamente un nemico di fine livello uno dopo l'altro, ma Puck non vi aiuterà.
- l'arena dei 100 animali morti: ci sono 10 livelli, si sbloccano armi alternative come l'ascia elementale, la chitarra elettrica, l'alabarda, la Spada di Zodd ecc.

## Colonna sonora
È stata distribuita anche una colonna sonora del gioco dal titolo Berserk Millennium Falcon Arc: Chapter of the Holy Demon War~ Original Soundtrack il 25 novembre 2004 in Giappone da VAP e ULF Records. Con un totale di 22 tracce, Susumu Hirasawa, storico compositore per le opere dedicate a Berserk ha contribuito alla realizzazione del tema d'apertura Sign e Sign-2 per i titoli di coda, il resto è di altri musicisti compositori come Shinya Chikamori, Hiroshi Watanabe, Yasushi Hasegawa e Tomoyo Nishimoto.

## Vendite
Sono stati distribuite due diverse versioni del gioco in Giappone, una da collezione chiamata Branded Box Limited Edition che include anche una action figure di Gatsu creata da Art of War, e un'altra versione più economica Standard Edition. In Corea, la versione standard con sottotitoli in coreano è stata fornita di action figure, ma solo per gli acquirenti che avevano comprato in pre-vendita.